# Otium (dokumentarfilm)
|  | Denne artikel er oprettet af botten Steenthbot ud fra en ekstern database. Den kan derfor have sproglige fejl eller mangler. Denne skabelon kan fjernes efter kontrol af indholdet. |

Otium er en dansk dokumentarfilm fra 2006 instrueret af Ole Bendtzen.

## Handling
Peter er i starten af sit otium. Han har arbejdet hele sit liv som militærlæge og skal nu til at opleve friheden på den anden side af arbejdslivet. Men han skal også, med en prostatakræftdiagnose hængende over hovedet, lære at forholde sig til livet nu og her. Filmen følger ham i hans nye hverdag med hustruen, sønnen, båden og samtalerne med gamle kolleger. Grundtonen er hverdagsrealistisk, men under den umiddelbare realisme ligger en nærværende poesi, der visuelt understøttes af skarpe nærbilleder. Peter er i fokus, mens verden omkring fortoner sig i det slørede. Et grundlæggende subjektivt blik, der indkredser hovedpersonens forankring i denne verden med en sanselig og uudtalt bevidsthed om livets forgængelighed.